# Texasi üregteknős
A texasi üregteknős  (Gopherus berlandieri)  a hüllők (Reptilia) osztályába  és a teknősök (Testudines) rendjébe és a  Szárazföldi teknősfélék (Testudinidae) családjába tartozó faj.

## Előfordulása
Az Amerikai Egyesült Államok déli részén, Texas területén, valamint Mexikóban honos.

## Megjelenése
Testhossza 22 centiméter.
|  |

## Külső hivatkozás
- Chelonia.org